# Энди и воздушные рейнджеры
«Энди и воздушные рейнджеры» (другое название — «Невероятное приключение Энди Колби», англ. Andy Colby's Incredible Adventure) — приключенческий фильм 1988 года режиссёра Деборы Брок.

## Описание сюжета
Ещё один не суливший ничего нового день, Энди Колби был вынужден нянчиться с ребёнком. Однако повседневная рутина сменилась неожиданностью, когда маленькую сестрёнку Энди «утянуло» в телевизор и спасая её, юноша был вынужден отправиться вслед за ней в невероятное приключение.

## В ролях
- Рэнди Джосслин — Энди Колби
- Джессика Паскэс — Бонни Колби
- Дайана Кэй — миссис Колби
- Джон Блуто — продавец в магазине видео
- Чак Ковачич — лорд Хрома
- Дон Спаркс
- Джон Франклин — хранитель
- Лара Пайпер — Бьёнда
- Винс Эдвардс — космический пират
- Патси Пис — космический пират
- Люча Берковичи — космический пират
- Дрю Снайдер — космический пират
- Том Кристофер — космический пират
- Дон Вошбёрн — космический пират
- Бо Свенсон — завоеватель Кор
- Эрик Эстрада
- Ричард Томас